# Christoph von Krosigk
Albrecht Christoph von Krosigk (* 5. Dezember 1576 in Sandersleben (?); † 2. September 1638 in Dessau) war ein deutscher Hofbeamter.

## Leben
Christoph von Krosigk auf Sandersleben, Hohnsdorff, Beesedau und Gnelbs stammte aus dem Adelsgeschlecht Krosigk. Er war der Sohn des Hauptmanns Adolf von Krosigk († 1605) und dessen Ehefrau Martha von Dachröden († 1604). Seine Brüder waren Adolf von Krosigk (1575–1633), Adolf Wittich von Krosigk und Bernhard von Krosigk (1582–1620).
Als anhaltischer Kammerrat avancierte Christoph von Krosigk bald zum Hofmarschall. Für einige Zeit war er auch Amtshauptmann zu Dessau und wurde als solcher 1623 zum Capitain einer Infanteriekompanie im anhaltischen Landesdefensionswerk ernannt. 1628 wurde er zum Unterdirektor des anhaltischen Landtags berufen. 

Etwa 1600 heiratete Christoph von Krosigk Katharina Elisabeth von Peblis (Pöblis) († 14. Januar 1653), eine Schwester von Georg Hans von Peblis. Mit ihr hatte er fünfzehn Kinder, die alle in Dessau geboren wurden:
- Dorothea Margaretha von Krosigk (* 25. Juli 1605) (⚭ Heinrich von Keudell)
- Johanna Elisabetha von Krosigk (~ 1. August 1606) (⚭ Georg Aribert von Anhalt-Dessau)
- Anna Maria von Krosigk (~ 27. Juli 1607)
- Eleonora Sophia von Krosigk (~ 7. Juli 1608) (⚭ Georg VIII. Riedesel zu Eisenbach)
- Adolph Wilhelm von Krosigk (~ 26. Juli 1609)
- Georg Christoph von Krosigk (~ 30. September 1610)
- Martha Juliana von Krosigk (* 20. September 1611) (⚭ Fritz von Kramm)
- Ursula Catharina von Krosigk (~ 22. November 1612)
- Magdalena Ursula von Krosigk (1613–1624)
- Ernst Wittich von Krosigk (1614–1624)
- Heinrich Philibert von Krosigk (* 28. Februar 1616)
- Georg Aribert von Krosigk (1617–1665)
- Susanna von Krosigk (~ 5. Januar 1619; † 27. Juni 1658) (⚭ Lorenz Adolph von Krosigk zu Alsleben)[2]
- Ameley (Amalie) von Krosigk (~ 26. November 1620) (⚭ Christoph von der Streithorst)
- Siegfried Hildebrandt von Krosigk (~ 9. Februar 1623).[3]

Sein Schwager, seine beiden Söhne Adolph Wilhelm und Heinrich Philibert sowie der Schwiegersohn Georg Aribert von Anhalt-Dessau wurden genau wie er Mitglieder in der Fruchtbringenden Gesellschaft.
Die Fruchtbringende Gesellschaft hatte Christoph von Krosigk am 24. August 1617 mitbegründet. Als Gesellschaftsnamen verlieh ihm Fürst Ludwig I. von Anhalt-Köthen „der Wohlbekommende“ und als Devise „im guten Lande“. Als Emblem wurden ihm „Sechs Gerstenähren, aus einem Korn gewachsen“ zugedacht. Im Köthener Gesellschaftsbuch findet sich Krosigks Eintrag unter der Nr. 7.
Im Sommer 1638 starb Albrecht Christoph von Krosigk im 62. Lebensjahr in Dessau.